# Lindtjärnen (Silbodals socken, Värmland)
Lindtjärnen är en sjö i Årjängs kommun i Värmland och ingår i Göta älvs huvudavrinningsområde. Sjöns area är 0,007 kvadratkilometer och den befinner sig 253 meter över havet.